# Cayuse, Oregon
Cayuse, Oregon (енгл. Cayuse) насељено је место без административног статуса у америчкој савезној држави Орегон.

## Демографија
По попису из 2010. године број становника је 68, што је 9 (15,3%) становника више него 2000. године.
| Група             | 2000.      | 2010.      |
| Белци             | 25 (42,4%) | 30 (44,1%) |
| Афроамериканци    | 1 (1,7%)   | 1 (1,5%)   |
| Азијати           | 0 (0,0%)   | 0 (0,0%)   |
| Хиспаноамериканци | 3 (5,1%)   | 0 (0,0%)   |
| Укупно            | 59         | 68         |